# Freiherren von Rhäzüns

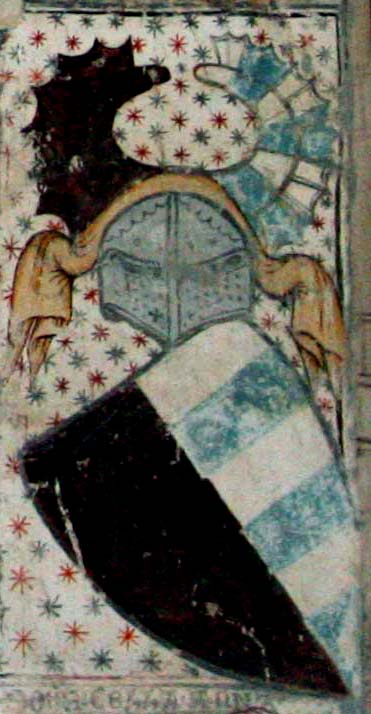
Wappen der Herren von Rhäzüns aus der Kirche Sogn Gieri bei Rhäzüns

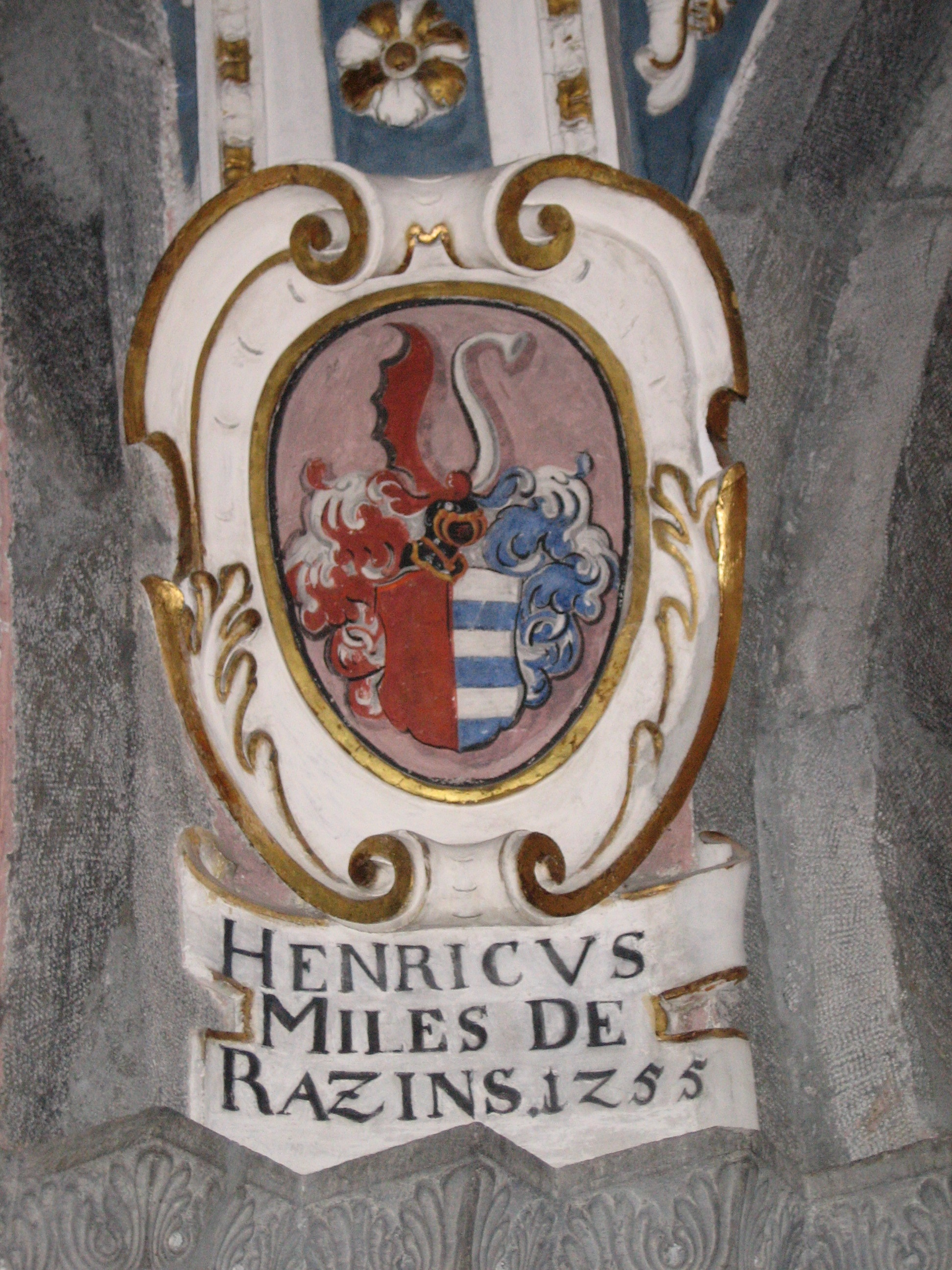
Wappen Heinrichs von Rhäzüns

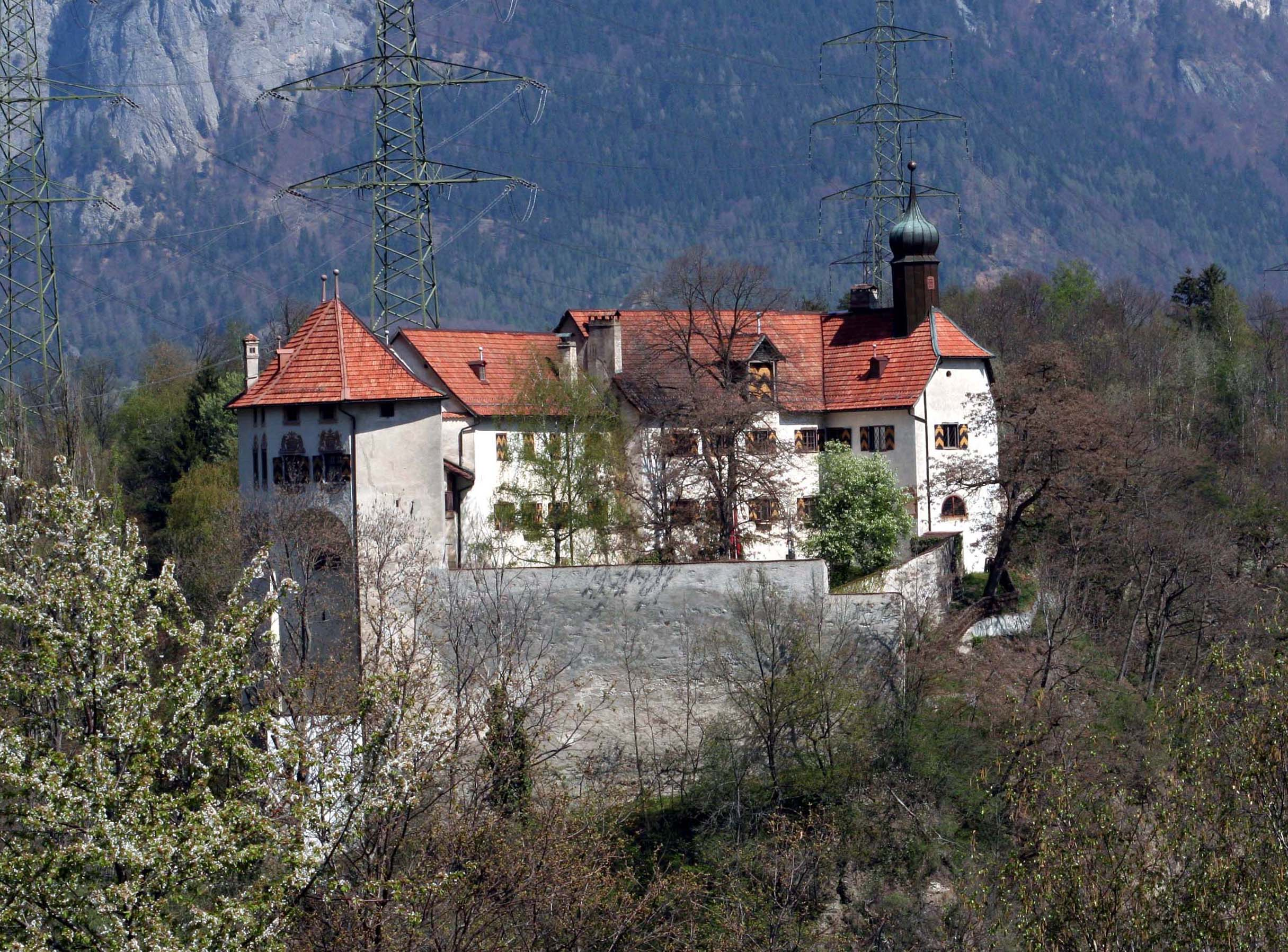
Schloss Rhäzüns, Ansicht von Süden

Die Freiherren von Rhäzüns waren vom 12. bis zum 14. Jahrhundert neben den Freiherren von Vaz eines der mächtigsten Adelsgeschlechter im bündnerischen Alpenraum. Urkundlich nachgewiesen sind sie von 1137 bis 1458. Ihre Stammgebiet war die Herrschaft Rhäzüns im schweizerischen Kanton Graubünden. Den Höhepunkt der Macht erreichten die Rhäzünser um 1400 unter Ulrich II. dem Mächtigen.
Erstmals urkundlich erwähnt werden die Herren von Rhäzüns 1137 mit Arnoldus de Ruzünne, die Burg Rhäzüns erst 1282. Vermutlich gab es jedoch schon früher eine Burganlage an der Stelle des heutigen Schlosses, wird doch im Jahr 960 ein Kastell von Rhäzüns erstmals im Zusammenhang mit einem Tauschgeschäft zwischen Otto dem Grossen und dem Bischof von Chur erwähnt.
Die Rhäzünser betrieben eine expansive Territorialpolitik und konnten ihren Besitz nach und nach erweitern. Zu ihrer Stammherrschaft mit den Dörfern Rhäzüns und Bonaduz gewannen sie als bischöfliches Lehen Obersaxen hinzu. Anfang des 14. Jahrhunderts entrissen sie den Freiherren von Vaz und deren Erben die Herrschaft Jörgenberg. 1383 erwarben sie von den Grafen von Werdenberg-Sargans die Herrschaftsrechte am Heinzenberg, im Safiental und in Vals. Von da aus griffen sie auf bischöfliche Rechte am Heinzenberg und im Domleschg zu, besonders auf die Klostervogtei Cazis.
Durch die sich daraus entwickelnden Streitigkeiten mit dem Bischof von Chur wurde die Expansion der Rhäzünser aufgehalten. Diese und andere Auseinandersetzungen trugen 1395 zur Gründung des Grauen Bundes bei, eines vom Oberländer Adel und der Abtei Disentis initiierten Landfriedens, der sich 1406 mit dem Gotteshausbund verbündete.
Nach dem Tod des letzten Rhäzünsers Georg Brun von Rhäzüns 1458 gingen nach heftigen Erbstreitereien die von den Sargansern erworbenen Gebiete an diese zurück. Als Ausnahme gelangte Vals an die Freiherren von Sax. Die übrigen Besitzungen kamen 1461 an die Grafen von Zollern.